# Церква Сан-Ніколо-дей-Мендіколі
Цекровь Сан-Ніколо-дей-Мендіколі (італ. San Nicolo dei Mendicoli) — церква у Венеції, розташована в районі Дорсодуро.

## Опис
Уперше храм побудували в VII столітті.
Церква розташовувалась у кварталі бідних рибалок, від чого отримала назву Мендіколі (жебраки). Водночас від найменування парафії Сан-Ніколо мешканців прозвали ніколотті, які прославились як заповзяті бійці у кулачних боях на венеційських мостах.
У XII столітті церква була перебудована і у такому вигляді дійшла до наших днів. Маленька і затишна церква в 1970-х роках була відреставрована на засоби фонду «Врятуйте Венецію».
Церква прикрашена дерев'яними скульптурами і картинами учнів Веронезе із зображенням сцен із життя Христа.

## Галерея

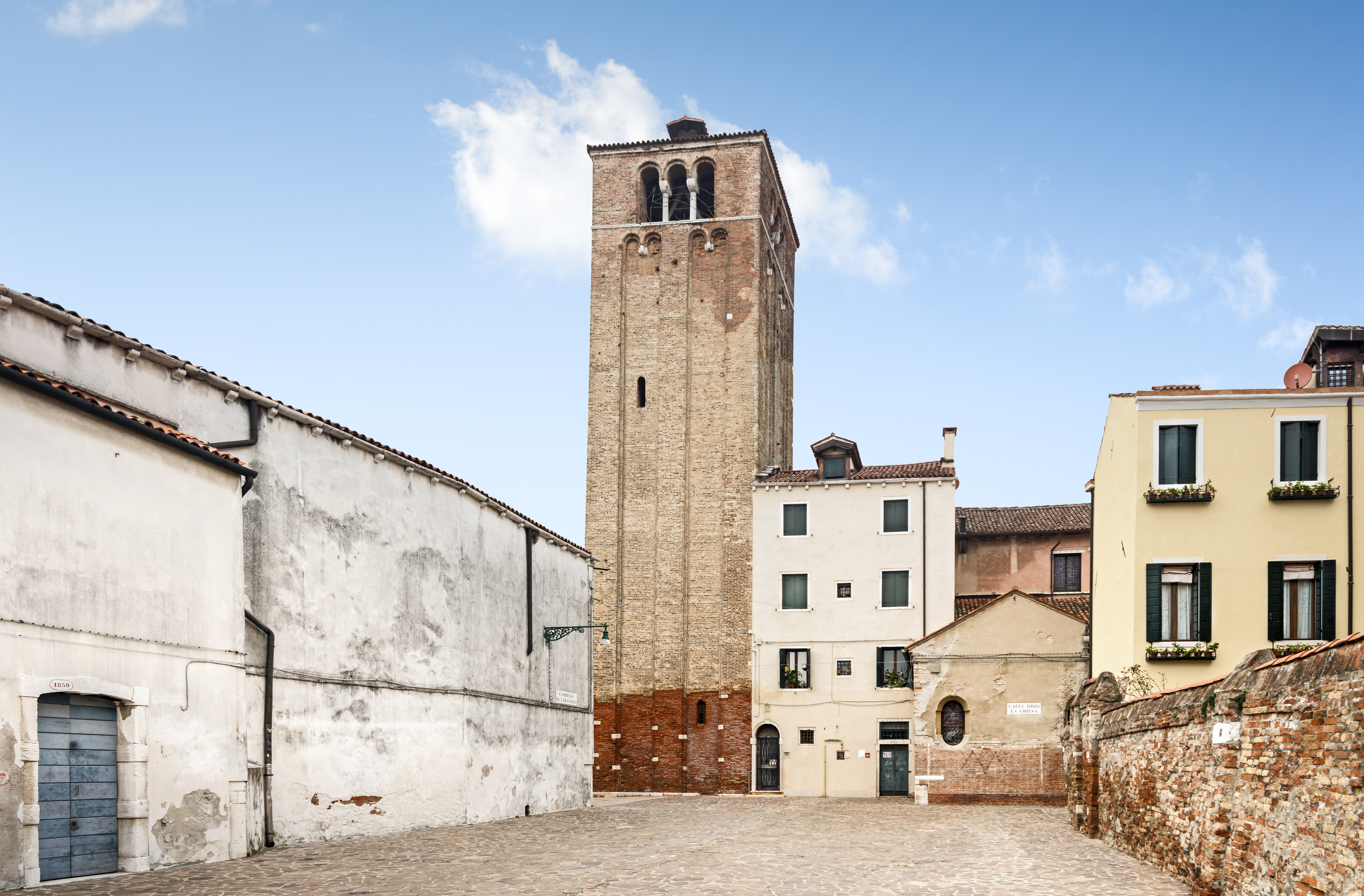
Дзвіниця тринадцятого століття.
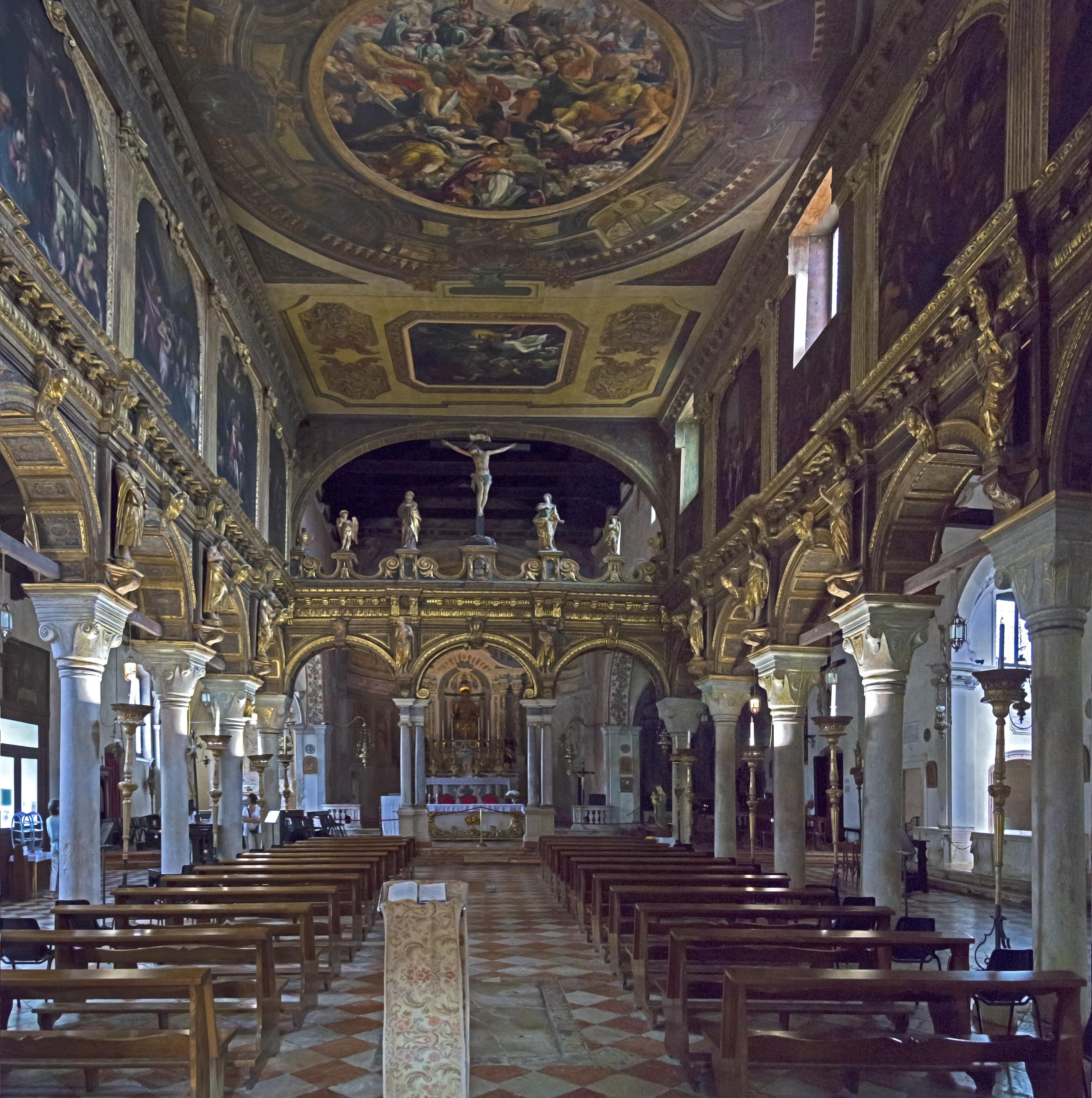
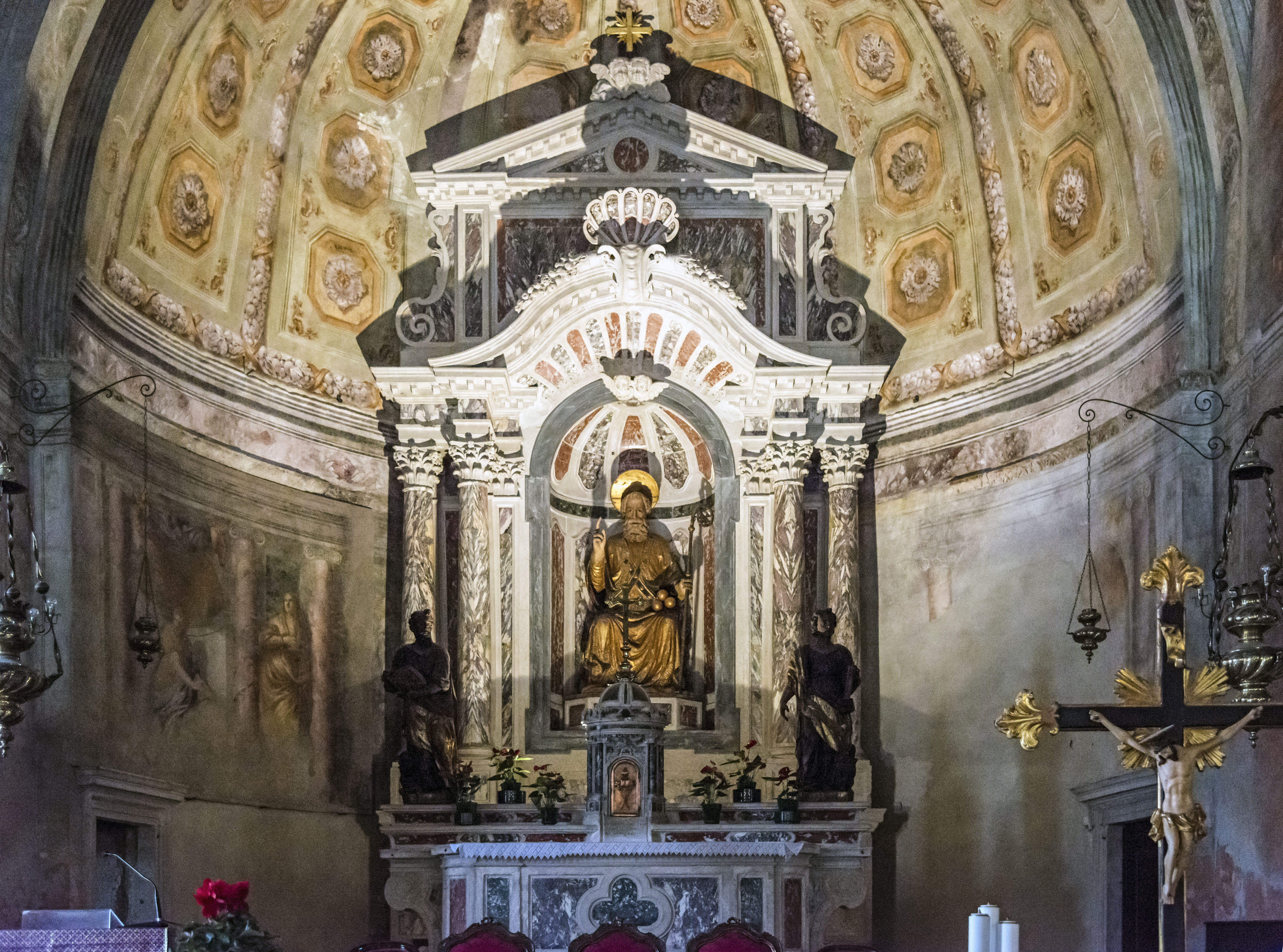
головний престол
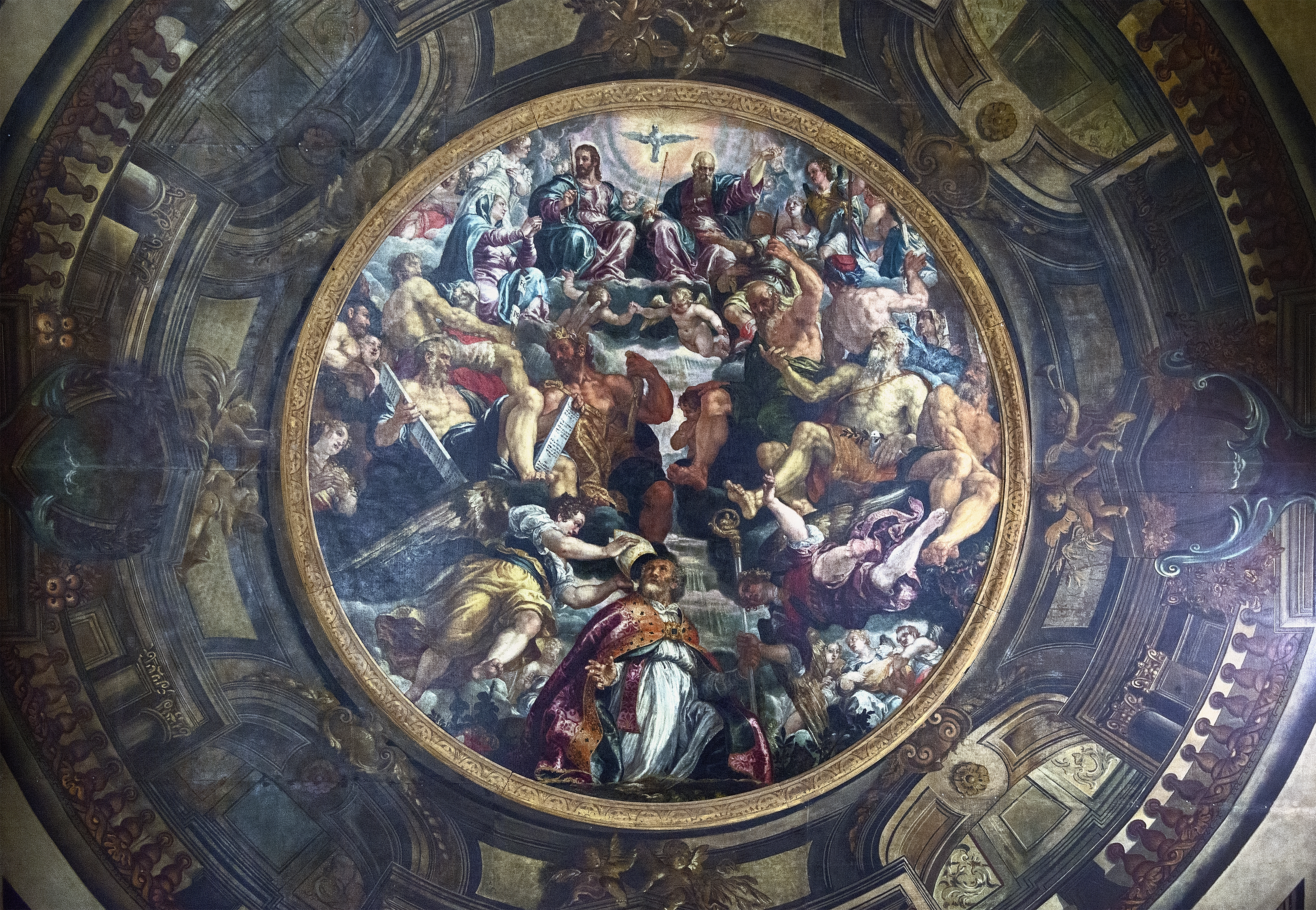
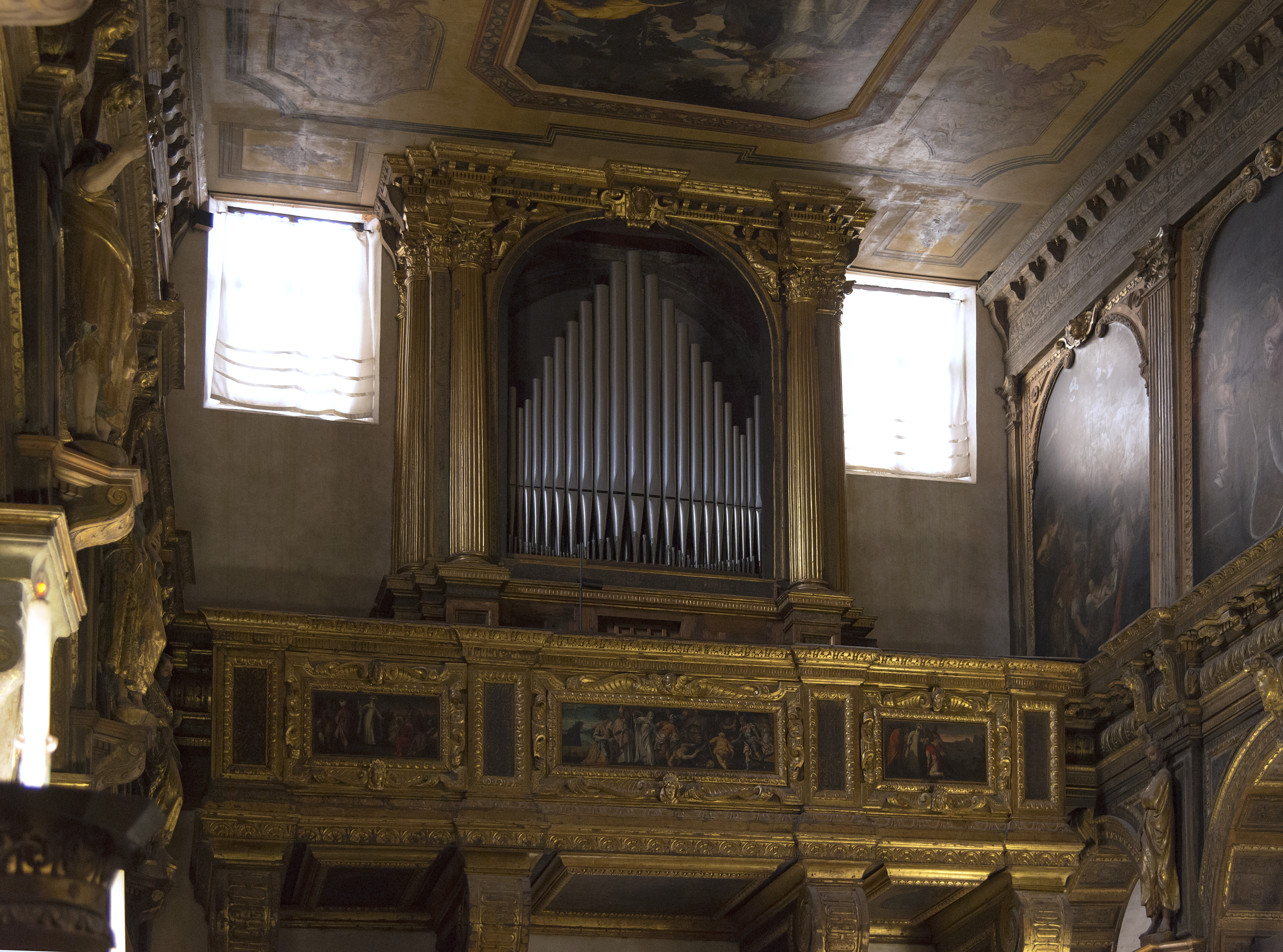
органної
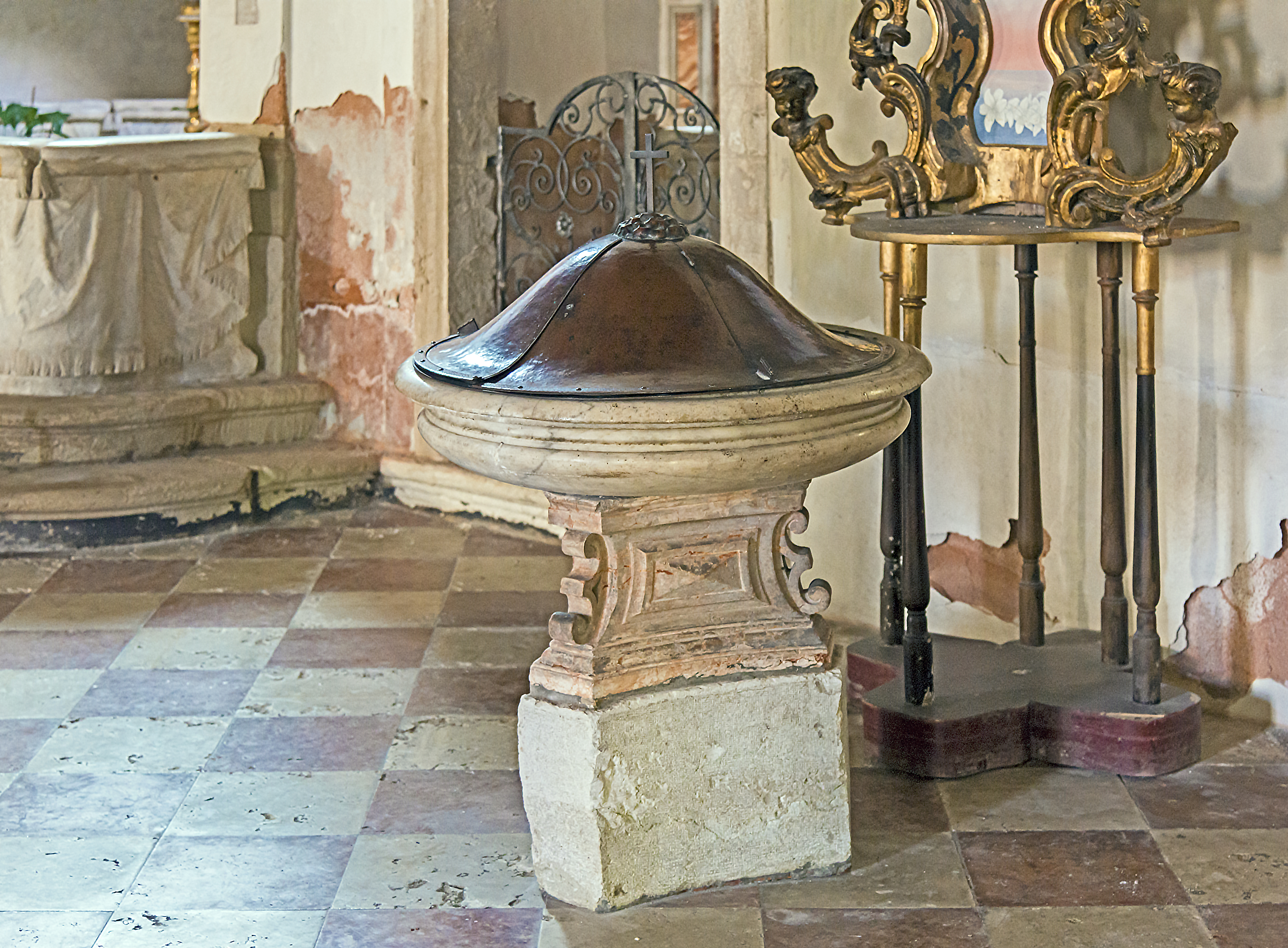
Купіль